# Festival des 3 Continents 1998
Le Festival des 3 Continents 1998, 20e édition du festival, s'est déroulé du 24 novembre au 1er décembre 1998.

## Jury
- Yorgos Arvanitis : directeur de la photographie grec
- Fabienne Babe : actrice française
- Ildikó Enyedi : réalisatrice hongroise
- Lucía Jiménez : actrice espagnole
- Mikhail Kobakhidze : réalisateur géorgien
- Brigitte Paulino-Neto : écrivaine française
- Anna Thomson : actrice américaine

## Sélection

### En compétition
| Titre                       | Réalisation        | Pays      |
| --------------------------- | ------------------ | --------- |
| After Life                  | Hirokazu Kore-eda  | Japon     |
| Beyrouth Fantôme            | Ghassan Salhab     | Liban     |
| Danse de la poussière       | Abolfazl Jalili    | Iran      |
| Hold You Tight              | Stanley Kwan       | Hong Kong |
| Kasaba                      | Nuri Bilge Ceylan  | Turquie   |
| La Sueur des palmiers       | Redwan al-Kashif   | Égypte    |
| Tropicanita                 | Daniel Díaz Torres | Cuba      |
| Xiao Wu, artisan pickpocket | Jia Zhangke        | Chine     |
| Yom Yom                     | Amos Gitaï         | Israël    |

## Palmarès
- Montgolfière d'or : After Life de Hirokazu Kore-eda, et Xiao Wu, artisan pickpocket de Jia Zhangke
- Prix de la mise en Scène : Danse de la poussière de Abolfazl Jalili
- Prix de l’Espoir cinématographique: Kasaba de Nuri Bilge Ceylan
- Prix d’interprétation féminine : Zuo Baitao dans Xiao Wu, artisan pickpocket
- Prix d’interprétation masculine : Moshe Ivgy dans Yom Yom
- Prix du public : La Sueur des palmiers de Redwan al-Kashif[2]